# Canthidium pinotoides
Canthidium pinotoides là một loài bọ cánh cứng trong họ Bọ hung (Scarabaeidae).